# Della
Della is een onafhankelijke film uit 1964 onder regie van Robert Gist. In de film speelt Joan Crawford de titelrol. Verder zijn er rollen weggelegd voor onder andere Diane Baker, Charles Bickford en Richard Bull.
De film gaat over een rijke dame wier grond gewenst is door een grote maatschappij.

## Rolverdeling
| Acteur            | Personage       |
| ----------------- | --------------- |
| Joan Crawford     | Della Chappell  |
| Paul Burke        | Barney Stafford |
| Charles Bickford  | Hugh Stafford   |
| Diane Baker       | Jenny Chappell  |
| Richard Carlson   | David Stafford  |
| Robert Sampson    | Joel Stafford   |
| Otto Kruger       | Walter Garrick  |
| James Noah        | Chris Stafford  |
| Marianna Case     | Addie Stafford  |
| Sara Taft         | Mrs. Kyle       |
| Walter Woolf King | Sam Jordon      |
| Barney Phillips   | Eric Kline      |
| Voltaire Perkins  | Herb Foster     |
| Richard Bull      | Mark Nodella    |
| Jan Shepard       | secretaris      |